# نظارات البيرة
يُشير مصطلح "نظارات البيرة Beer goggles" إلى الظاهرة التي تجعل الناس يرون الآخرين أكثر جاذبية بعد تناول الكحول. يُستخدم هذا المصطلح بشكل خاص للأشخاص الذين، عندما يكونون في حالة سكر، قد يرون أشخاصًا لا يعتبرونهم جذابين على الإطلاق عندما يكونون في حالة sober. 

## تاريخ
تم استخدام مصطلح "نظارات البيرة" لأول مرة في الولايات المتحدة في الثمانينيات من قبل طلاب جامعيين ذكور. بالإضافة إلى ذلك، وُجدت النسخة المطبوعة الأولى من العبارة في مجلة بلاي بوي في يناير 1987 بعنوان "جائزة الموضة العملية: لجورجتاون لنظارات البيرة".
بحلول التسعينيات، انتشر المصطلح إلى المملكة المتحدة، حيث وُجد في صحيفة Evening Chronicle، التي ذكرت: "... ولكن بحلول الوقت الذي ارتديت فيه نظارات البيرة، بعد البيرة التي شربتها، كانوا يبدو وكأنهم عارضات أزياء". ويُدرج مصطلح "نظارات البيرة" في قاموس ميريام-ويبستر كاسم جمع، يُعرَّف بأنه "آثار الكحول التي تُفهم مجازيًا كزوج من النظارات التي تغير إدراك الشخص، خاصة من خلال جعل الآخرين يبدو أكثر جاذبية مما هم عليه في الواقع

## العلم وراء الكحول والانجذاب المتصور
. يمكن أن يكون لشرب الكحول عدة تأثيرات على الجسم والدماغ، منها:
- تأثيرات على الحكم: ضعف القدرة على اتخاذ القرارات السليمة.
- انخفاض الضوابط الاجتماعية: زيادة في التصرفات غير المعتادة أو الجريئة.
- قرارات سيئة: اتخاذ خيارات غير محسوبة قد تؤدي إلى نتائج سلبية.
- سلوك عدواني: تصرفات قد تكون أكثر عدوانية أو عدائية.
- سلوك جنسي محفوف بالمخاطر: زيادة في الانخراط في سلوكيات جنسية غير آمنة.

### طريقة التأثير
تتداخل هذه التأثيرات مع بعضها، مما يزيد من المخاطر المحتملة المرتبطة بشرب الكحول
- يدخل الكحول إلى مجرى الدم من خلال الجهاز الهضمي وتختلف الكمية الممتصة بناءً على عدة عوامل مثل التركيب الجيني والوزن ونسبة العضلات إلى الدهون والطعام الموجود وأي حالات طبية. [5]
- .عند دخول الكحول إلى مجرى الدم، يعمل كمسكن للجهاز العصبي المركزي، مما يعني أنه يبطئ كيفية تواصل خلايا الدماغ والأعصاب مع بقية الجسم. يؤثر ذلك على كل من:
- النظام الخوفي: الذي ينتج المشاعر مثل الخوف أو القلق. هذا التراجع في نشاط النظام وهو السبب الذي يجعل الناس يشعرون بقلق اجتماعي أقل عند شرب الكحول.
- القشرة الجبهية: المسؤولة عن معالجة التفكير مثل المنطق والحكم. هذا التراجع في وظيفة القشرة الجبهية هو السبب في انخفاض الضوابط والحكم لدى الأشخاص.
- يمكن أن تؤدي هذه المجموعة من انخفاض الضوابط وضعف الحكم إلى جعل الأشخاص يعتقدون، أثناء تأثير الكحول، أنهم أكثر جاذبي[5][6]

## دراسات
هناك العديد من الدراسات التي توضح أن شرب الكحوليات يزيد من السلوك الجنسي المحفوف بالمخاطر، واحتمالية وجود شركاء عرضيين، وقلة استخدام الواقي الذكري بشكل منتظم. ويرجع ذلك إلى أن الكحول يقلل أيضًا من وظيفة كل من القشرة المخية والفص الجبهي .  إحدى وظائف القشرة المخية هي تلقي المعلومات من حواس الإنسان والبيئة بينما الفص الجبهي مسؤول عن الحركة الإرادية.  يؤدي قمع القشرة المخية إلى انخفاض المثبطات في حين يؤدي قمع الفصوص الجبهية إلى سيطرة أقل على عواطف الشخص أو رغباته مما يسبب العدوان المحتمل. 
هناك العديد من الدراسات حول ما إذا كانت "نظارات البيرة" حقيقية؛ أي ما إذا كان الشرب يجعل الناس ينظرون بالفعل إلى الآخرين على أنهم أكثر جاذبية.
أجريت إحدى الدراسات الأولى حول موضوع "نظارات البيرة" في عام 2003 حيث تم أخذ 80 طالبًا جامعيًا من جنسين مختلفين إلى أحد البارات وتم تقديم المشروبات لهم ثم عرض صور لأشخاص من الجنس الآخر. وقد وجد أنه مقارنة بالمجموعة الرصينة، فإن أولئك الذين تم تقديم الكحول لهم وجدوا الناس في المتوسط أكثر جاذبية. 
ولاستكشاف ما إذا كانت ظاهرة "نظارات البيرة" موجودة فقط لدى البشر، قام باحثون في جامعة ولاية بنسلفانيا باستكشاف عادات التزاوج لدى ذباب الفاكهة المعرض للكحول. وخلصت الدراسة إلى أن الذباب الذي تعرض للكحول بشكل مزمن كان أقل انتقائية عند التزاوج مع ذباب الفاكهة الإناث وأكثر تقدمًا من أولئك الذين لم يتعرضوا للكحول.
في عام 2013، أتمت دراسة بعنوان "الجمال في عين حامل البيرة" لقياس نطاق تأثير استهلاك الكحول على إدراك الذات للجاذبية ، وقدوجد أن الأشخاص الذين شربوا الكحول وأُبلغوا بأنهم يتناولون الكحول قدموا تقييمات ذاتية أكثر إيجابية مقارنةً بأولئك الذين لم يُخبروا بذلك. هذا يبرز تأثير الاعتقاد على كيفية رؤية الفرد لنفسه وتأثيره على المشاعر والسلوكيات.
وفي عام 2012، قامت دراسة أخرى بتحليل آثار الجمع بين الكحول والسجائر ، ووجدت أن هذا يعزز تأثير "نظارات البيرة"، مما يسبب أعلى معدلات الانجذاب مقارنة بأولئك الذين تناولوا الكحول للتو.
وفي وقت اخر ، اتمت دراسة أجريت في عام 2014، أن شرب الكحول يمكن أن يؤثر على إدراك الجاذبية في كل من الأشياء الحية وغير الحية. تألفت الدراسة من 103 متطوعين (رجال ونساء) طُلب منهم شرب مشروبات كحولية أو غير كحولية. بعد ذلك، كان عليهم تقييم الوجوه والمناظر. تهدف هذه الدراسة إلى فهم كيف يؤثر استهلاك الكحول، سواء كان حقيقيًا أو مُعتقدًا، على الإدراك والتقييم الذاتي. الطبيعية . أولئك الذين شربوا المشروبات الكحولية حصلوا في المتوسط على تقييم أعلى لكل من الوجوه والمناظر الطبيعية مقارنة بأولئك في مجموعة المشروبات غير الكحولية. 
تم إجراء المزيد من الدراسات حول تأثير "نظارات البيرة" في عام 2015 في الاتجاه المعاكس: أظهرت الدراسة أن الأشخاص الذين تناولوا جرعة منخفضة من الكحول تم اعتبارهم الأكثر جاذبية مقارنةً بأولئك الذين لم يشربوا أي شيء على الإطلاق أو الذين تناولوا جرعة عالية. يشير هذا إلى أن هناك مستوى معين من استهلاك الكحول يمكن أن يؤثر إيجابيًا على الإدراك الاجتماعي للجاذبية.
على العكس من ذلك، كانت دراسة أجريت عام 2016 واحدة من أوائل الدراسات التي دحضت ظاهرة "نظارات البيرة". تم تقسيم المشاركين إلى أربع مجموعات:
   مجموعة شربت الكحول.
   مجموعة قيل لها إنها تشرب الكحول.
   مجموعة لم تشرب الكحول.
   مجموعة قيل لها إنها لا تشرب الكحول.
أشارت النتائج إلى أن أولئك الذين قيل لهم إنهم يستهلكون الكحول ولكنهم لم يفعلوا ذلك، صنفوا الجاذبية بدرجة أعلى من أولئك الذين لم يشربوا الكحول. توضح هذه النتائج أن تأثير "نظارات البيرة" قد يكون أكثر نفسية، حيث إن الأشخاص الذين يعتقدون أنهم يشربون كانوا بمثابة محفزات نفسية زادت من تقييماتهم للجاذبية دواء وهمي . 
وفقًا لدراسة حديثة، أظهرت النتائج التي توصل إليها بودرينج والأستاذ مايكل ساييت من جامعة بيتسبرغ أنه على الرغم من أن نظارات البيرة ربما لم تظهر نتيجة للشرب، إلا أن المشاركين كانوا أكثر ميلاً للتعبير عن الاهتمام بالتواصل مع الأفراد الجذابين. 

## النقد
تشير الدراسات الحديثة التي أجريت خارج المختبرات إلى أن تأثير "نظارات البيرة"، وهو ارتباط بين تصورات الجاذبية ومستوى السُكر ، لم يتم العثور عليه بشكل متسق.  لا تعتقد دراسات أخرى بالضرورة أن الناس يجدون الآخرين أكثر جاذبية، ومع ذلك فإن الناس أكثر عرضة للتصرف بناءً على الرغبة عند استهلاك الكحول. 
خلصت معظم الدراسات إلى أنه من المهم التعرف على العديد من المتغيرات المربكة مثل كمية الكحول المستهلكة، والبيئة، والعقلية قبل الشرب، والحالة العاطفية، والإثارة الجنسية ، والتي قد تلعب جميعها دورًا في تصنيفات الجاذبية المتصورة. 
بالإضافة إلى ذلك، تظهر الاتجاهات أن المزيد من الأشخاص من الجيل Z يختارون عدم شرب الكحول على الإطلاق مع زيادة تتراوح بين 20% إلى 28% في الأفراد الرصينين في العقد الماضي في الولايات المتحدة. ومن المعروف أنهم الجيل الأكثر فضولاً حتى الآن.  يدرس الباحثون الآن كيف تؤثر هذه الحركة الفضولية الرصينة على مشهد المواعدة وما إذا كان تأثير "نظارات البيرة" هذا سيصبح أقل انتشارًا قريبًا. 